# Flixecourt
 Flixecourt ist eine französische Gemeinde mit 3247 Einwohnern (Stand 1. Januar 2022) im Département Somme in der Region Hauts-de-France. Sie gehört zum Arrondissement Amiens und zum Kanton Flixecourt.

## Bevölkerungsentwicklung
| Jahr      | 1962 | 1968 | 1975 | 1982 | 1990 | 1999 | 2009 |
| Einwohner | 3285 | 3459 | 3546 | 3276 | 2931 | 2986 | 3222 |

## Sehenswürdigkeiten
- Schloss Saint
- ehemalige Kapelle der Schwestern vom Heiligen Herzen von Jesus und Maria

## Persönlichkeiten
- Jean de Flixecourt (milieu du 13e siècle), auteur d’un roman de Troie, daté de 1262 (siehe )
- Maurice Vast (1898–1979), Politiker, geboren in Flixecourt
- Philippe Ermenault (* 1969), Radrennfahrer, geboren in Flixecourt